# Cœur pulmonaire
 Mise en garde médicale
 Le cœur pulmonaire, est l'élargissement et l'insuffisance du ventricule droit du cœur en réponse à une augmentation de la post-charge, c'est-à-dire de la résistance vasculaire (ou hypertension artérielle pulmonaire).
Le cœur pulmonaire est habituellement chronique mais peut être aigu et réversible. Le cœur pulmonaire aigu s’observe essentiellement au cours d’une embolie pulmonaire massive, ou bien dans le cadre du syndrome de détresse respiratoire aiguë. Si elle n'est pas traitée, la mort peut en résulter. Étant donné que l'intégralité du débit cardiaque doit passer par les poumons, le cœur et les poumons sont étroitement liés ; chaque fois que le cœur est touché par une maladie, les poumons risquent de l'être aussi, et vice versa.
Pour être classé comme une maladie cardiaque pulmonaire, la cause doit provenir du système de circulation pulmonaire.
Ainsi, le cœur pulmonaire est une hypertrophie du ventricule droit secondaire à une maladie pulmonaire. L'hypertrophie est une réponse adaptative à une augmentation de la pression à long terme. Les cellules musculaires individuelles grossissent (en épaisseur) et se modifient pour entraîner la force contractile accrue requise pour déplacer le sang contre une plus grande résistance.

## Symptômes
Les symptômes du cœur pulmonaire peuvent être non spécifiques et dépendent du stade de la maladie. Ils peuvent inclure une accumulation de sang dans le système veineux systémique, y compris la veine hépatique,. À mesure que la maladie cardiaque pulmonaire progresse, la plupart des individus développent des symptômes tels que :
- Essoufflement
- Asthénie
- Respiration sifflante
- Cyanose
- Ascite
- Jaunisse
- L'élargissement du foie
- Pression veineuse jugulaire élevée
- Le troisième bruit du cœur
- Présence de bruits cardiaques anormaux

## Causes

Caillot sanguin

Les causes du cœur pulmonaire sont les suivantes :
- La BPCO[1] qui est une cause fréquente d’hypertension pulmonaire et qui peut évoluer vers le cœur pulmonaire chronique.
- L'embolie pulmonaire massive qui est la principale cause de cœur pulmonaire aigu.
- Le syndrome de détresse respiratoire aiguë (SDRA)[8] représente la deuxième cause de cœur pulmonaire aigu.
- Hypertension pulmonaire primitive
- Cyphoscoliose
- Pneumopathie interstitielle
- Fibrose kystique
- Sarcoïdose[9]
- Syndrome d'apnées du sommeil non traitée
- Anémie falciforme[10]
- Dysplasie bronchopulmonaire (chez le nourrisson)[11]

## Physiopathologie
La physiopathologie du cœur pulmonaire a toujours indiqué qu'une augmentation de la post-charge ventriculaire droite était généralement à l'origine d'une défaillance du ventricule droit (vasoconstriction pulmonaire, perturbation anatomique / lit vasculaire pulmonaire et augmentation de la viscosité du sang), mais la plupart du temps., le ventricule droit s’adapte à une surcharge en pression chronique. Selon Voelkel et al., l'augmentation de la post-charge ventriculaire droite est la première étape pour modifier le ventricule droit, les autres facteurs incluent :
- Ischémie
- Inflammation
- Stress oxydant
- Épigénétique
- Anomalie du métabolisme cardiaque

## Diagnostic

Cœur normal (à gauche) et hypertrophie du ventricule droit (à droite)

Les examens paracliniques utiles pour déterminer la cause du cœur pulmonaire sont les suivantes :
- L'électrocardiogramme cardiaque
- L'ECG - Hypertrophie ventriculaire droite, dysrythmie, onde P avec pointe.
- Un bilan biologique de thrombophilie pour détecter la thromboembolie veineuse chronique (protéines C et S, l'antithrombine III, homocystéine)
- Radiographie pulmonaire : hypertrophie ventriculaire droite, dilatation auriculaire droite, artère pulmonaire saillante

Concernant le cœur pulmonaire aigu, l'angioscanner thoracique à rotation continue, le dosage des D-dimères, l'échodoppler veineux des membres inférieurs et l'échocardiographie permettent actuellement d'envisager des stratégies diagnostiques non invasives reposant sur l'association de plusieurs examens.

Onde P pointue (parfois présent dans le cœur pulmonaire)

### Diagnostic différentiel
Le diagnostic de cœur pulmonaire n'est pas facile, car une maladie pulmonaire et une maladie cardiaque peuvent produire des symptômes similaires. Par conséquent, le diagnostic différentiel doit évoquer :
- Myxome auriculaire
- Insuffisance cardiaque congestive
- Péricardite constrictive
- Cardiomyopathies infiltrantes
- Insuffisance cardiaque droite (infarctus ventriculaire droit)
- Défaut septal ventriculaire

## Traitement
Le traitement de l’hypertension pulmonaire et du cœur pulmonaire chronique dans la BPCO est essentiellement basé sur l’oxygénothérapie de longue durée. Le traitement nécessite des diurétiques (pour diminuer la pression sur le cœur). L'oxygène est nécessaire pour résoudre l'essoufflement. De plus, l'oxygène dans les poumons aide également à détendre les vaisseaux sanguins et facilite l'insuffisance cardiaque droite. En cas de respiration sifflante, la majorité des individus ont besoin d'un bronchodilatateur.
En termes de traitement, il est important, en présence d’une hypertension pulmonaire sévère ou de signe de cœur pulmonaire chronique, lorsqu’il n’existe pas de contre-indication, de penser à proposer une transplantation pulmonaire au patient.
Concernant le cœur pulmonaire aigu dû à une embolie pulmonaire, les héparines de bas poids moléculaire, dont l'efficacité est supérieure à celle de l'héparine non fractionnée dans le traitement de la thrombose veineuse profonde, montrent des résultats intéressants dans l'embolie pulmonaire. Le relais de l'héparine par les antivitamines K est réalisé précocement afin de limiter le risque de thrombopénie induite par l'héparine. La durée du traitement antivitamine K dépend en particulier du caractère récidivant de la pathologie thromboembolique et de l'existence d'une thrombophilie sous-jacente. Les thrombolytiques sont utilisés essentiellement dans les embolies pulmonaires massives et hémodynamiquement instables.

## Épidémiologie
L'épidémiologie du cœur pulmonaire représente 7% de toutes les maladies cardiaques aux États-Unis. Selon Weitzenblum et coll., La mortalité liée au cœur pulmonaire chronique n'est pas facile à établir, car c'est une complication de la BPCO.